# ギルティ〜鳴かぬ蛍が身を焦がす〜
『ギルティ〜鳴かぬ蛍が身を焦がす〜』（ギルティ なかぬほたるがみをこがす、Guilty）は、丘上あいによる日本の漫画。2017年9月15日から2022年10月30日までコミック配信サービス「まんが王国」で配信連載。女性ファッション雑誌の編集者である女性が、夫を始めとした周りの人間に次々と裏切りに遭うさまを描くラブサスペンス。2023年5月時点で累計部数は290万部を突破している。
2020年4月から『ギルティ〜この恋は罪ですか?〜』のタイトルにおいて、新川優愛主演でテレビドラマ化された。

## 登場人物
荻野爽（おぎの さやか）
35歳。女性ファッション誌の編集者。夫の一真とのふたり暮らし。
荻野一真（おぎの かずま）
爽の夫。広告代理店に勤務。爽とは6年前に結婚するが、いつまでも恋人同士でいたいという思いから子供は望んでいない。

## 書誌情報
- 丘上あい 『ギルティ〜鳴かぬ蛍が身を焦がす〜』 講談社〈BE・LOVE KC〉、全13巻
  1. 2018年6月13日発売[講 1]、ISBN 978-4-06-511906-8
  2. 2018年9月13日発売[講 2]、ISBN 978-4-06-512782-7
  3. 2018年12月13日発売[講 3]、ISBN 978-4-06-514102-1
  4. 2019年4月12日発売[講 4]、ISBN 978-4-06-515544-8
  5. 2019年8月9日発売[講 5]、ISBN 978-4-06-516705-2
  6. 2020年3月13日発売[講 6]、ISBN 978-4-06-518701-2
  7. 2020年8月12日発売[講 7]、ISBN 978-4-06-520509-9
  8. 2021年2月12日発売[講 8]、ISBN 978-4-06-522430-4
  9. 2021年10月13日発売[講 9]、ISBN 978-4-06-526125-5
  10. 2022年2月10日発売[講 10]、ISBN 978-4-06-527246-6
  11. 2022年8月12日発売[講 11]、ISBN 978-4-06-528487-2
  12. 2023年2月13日発売[講 12]、ISBN 978-4-06-530735-9
  13. 2023年6月13日発売[講 13]、ISBN 978-4-06-530899-8

## テレビドラマ
『ギルティ〜この恋は罪ですか?〜』（ギルティ このこいはつみですか）のタイトルで、2020年4月2日から8月6日まで読売テレビ「木曜ドラマF」枠で放送されていた。主演は新川優愛。
4月16日に第3話の放送を終えた時点で、新型コロナウイルスの感染拡大を受けての撮影休止に入っており、完成に至っていない第4話以降の放送を休止し、4月23日から5月7日までの3週連続で、これまで放送してきた3話分を再編集した「特別編」を放送。副音声では出演者による「オーディオ・コメンタリー」と題した音声解説を実施し、ドラマの撮影秘話や感想、今後の考察なども語られる。「特別編」初回となる23日には、新川をはじめとする出演者からのメッセージも挿入された。6月18日、6月25日より再開されることが公式Twitterで発表された。
なお生放送中断期間中（2020年5月14日-同6月18日）の間は、つなぎ番組として、過去に放送された『ラブリラン』を再編集した特別編が放送された。

### キャスト
荻野爽〈29〉
演 - 新川優愛

秋山慶一〈29〉
演 - 町田啓太（劇団EXILE）

荻野一真〈34〉
演 - 小池徹平

及川瑠衣〈25〉
演 - 中村ゆりか（幼少期〈秋山瑠衣〉：正垣那々花）

寺嶋睦月〈21〉
演 - 神尾楓珠

守屋直道
演 - 桜田通

秋山美和子〈31〉
演 - 徳永えり

西村若菜〈29〉
演 - 筧美和子

横山優希〈29〉
演 - 大西礼芳

龍〈29〉
演 - 阿部亮平

未来〈20〉
演 - 長井短

中村結〈25〉
演 - 結城モエ

一真の父
演 - 阪田マサノブ

一真の母
演 - 赤間麻里子

小高かすみ〈50〉
演 - 戸田菜穂
爽の母。

及川明奈
演 - 矢田亜希子
瑠衣の母。

東(荻野)弥生
演 - 智順
一真の元妻。

### スタッフ
- 原作 - 丘上あい 『ギルティ〜鳴かぬ蛍が身を焦がす〜』（コミック配信サービス「まんが王国」配信連載中）
- 脚本 - 泉澤陽子、大林利江子、三浦希紗
- 監督 - 河原瑶、林雅貴、野田健太
- 音楽 - 中村巴奈重、田渕夏海
- 主題歌 - Toshl 「BE ALL RIGHT」（ユニバーサルJ）[11]
- チーフプロデューサー - 岡本浩一
- プロデューサー - 中間利彦、黒沢淳（テレパック）、水野督世（テレパック）
- 制作協力 - テレパック
- 制作著作 - 読売テレビ

### 放送日程
| 話数   | 放送日  | サブタイトル                   | ラテ欄                                             | 脚本       | 監督     |
| ------ | ------- | ------------------------------ | -------------------------------------------------- | ---------- | -------- |
| 第1話  | 4月02日 | 裏切り者だらけの恋が始まる     | 登場人物全員裏切り者! 最愛夫初恋の人と揺れる恋     | 泉澤陽子   | 河原瑶   |
| 第2話  | 4月09日 | 親友の裏の顔…動き始める初恋    | 親友の裏の顔…動き始める初恋! 夫の本性が明らかに    | 泉澤陽子   | 河原瑶   |
| 第3話  | 4月16日 | 牙を剥く親友! 初恋が加速する   | 愛人と対決 悪意の嘘が暴かれる! 苦しみ救う初恋の人  | 大林利江子 | 林雅貴   |
| 第4話  | 6月25日 | 放送再開! 夫の正体…初恋の行方  | 放送再開! 夫の正体…初恋の行方 新事実が明らかに!    | 三浦希紗   | 林雅貴   |
| 第5話  | 7月02日 | 夫と決別…驚愕の裏切りが発覚!   | 夫と決別…予測不能の裏切り 地獄驚愕事実が明らかに   | 大林利江子 | 河原瑶   |
| 第6話  | 7月09日 | 逆襲開始! 裏切りの謎が明らかに | 逆襲開始! 裏切りの謎が明らかに 今夜、新たな衝撃が  | 泉澤陽子   | 野田健太 |
| 第7話  | 7月16日 | 復讐の連鎖! 愛した人と涙の決別 | 復讐の連鎖 愛した人との涙の決別 今夜、裏切り真相が | 三浦希紗   | 林雅貴   |
| 第8話  | 7月23日 | 最終章突入! 交錯する初恋が動く | 最終章突入露わになる禁断の愛! 交錯する初恋が動く   | 大林利江子 | 河原瑶   |
| 第9話  | 7月30日 | 狂気の理由…二人の恋の行方は?   | 再開デート 運命を引き裂く狂気! 二人の恋の行方は?   | 大林利江子 | 河原瑶   |
| 最終話 | 8月06日 | 全て決着!彼女の幸せ願って…     | 全て決着 彼女の幸せを願って… 絡まる運命の結末は    | 泉澤陽子   | 河原瑶   |

| 読売テレビ制作・日本テレビ系列 木曜ドラマF                          | 読売テレビ制作・日本テレビ系列 木曜ドラマF              | 読売テレビ制作・日本テレビ系列 木曜ドラマF                   |
| 前番組                                                              | 番組名                                                  | 次番組                                                       |
| ------------------------------------------------------------------- | ------------------------------------------------------- | ------------------------------------------------------------ |
| ランチ合コン探偵〜恋とグルメと謎解きと〜 （2020年1月9日 - 3月12日） | ギルティ〜この恋は罪ですか?〜 （2020年4月2日 - 8月6日） | おじさんはカワイイものがお好き。 （2020年8月13日 - 9月10日） |

### 講談社コミックプラス
以下の出典は講談社コミックプラス内のページ。書誌情報の発売日の出典としている。
1. ↑  “ギルティ〜鳴かぬ蛍が身を焦がす〜（1）”. 講談社コミックプラス.  講談社. 2020年3月3日閲覧。
2. ↑  “ギルティ〜鳴かぬ蛍が身を焦がす〜（2）”. 講談社コミックプラス.   講談社. 2020年3月3日閲覧。
3. ↑  “ギルティ〜鳴かぬ蛍が身を焦がす〜（3）”. 講談社コミックプラス.   講談社. 2020年3月3日閲覧。
4. ↑  “ギルティ〜鳴かぬ蛍が身を焦がす〜（4）”. 講談社コミックプラス.   講談社. 2020年3月3日閲覧。
5. ↑  “ギルティ〜鳴かぬ蛍が身を焦がす〜（5）”. 講談社コミックプラス.   講談社. 2020年3月3日閲覧。
6. ↑  “ギルティ〜鳴かぬ蛍が身を焦がす〜 (6)”. 講談社コミックプラス.   講談社. 2020年3月27日閲覧。
7. ↑  “ギルティ〜鳴かぬ蛍が身を焦がす〜 (7)”. 講談社コミックプラス.   講談社. 2020年8月12日閲覧。
8. ↑  “ギルティ〜鳴かぬ蛍が身を焦がす〜 (8)”. 講談社コミックプラス.   講談社. 2021年2月12日閲覧。
9. ↑  “ギルティ〜鳴かぬ蛍が身を焦がす〜 (9)”. 講談社コミックプラス.   講談社. 2021年10月13日閲覧。
10. ↑  “ギルティ〜鳴かぬ蛍が身を焦がす〜 (10)”. 講談社コミックプラス.   講談社. 2022年2月10日閲覧。
11. ↑  “ギルティ〜鳴かぬ蛍が身を焦がす〜 (11)”. 講談社コミックプラス.   講談社. 2022年8月12日閲覧。
12. ↑  “ギルティ〜鳴かぬ蛍が身を焦がす〜 (12)”. 講談社コミックプラス.   講談社. 2023年2月13日閲覧。
13. ↑  “ギルティ〜鳴かぬ蛍が身を焦がす〜 (13)”. 講談社コミックプラス.   講談社. 2023年6月13日閲覧。